# فيرناندو سواني
فيرناندو سواني (25 مارس 1983 بسانتياغو دي كومبوستيلا في إسبانيا - ) (بالإسبانية: Fernando Seoane Antelo)‏ هو لاعب كرة قدم إسباني في مركز الوسط. لعب مع إيسيخا بالومبيي وخيمناستيك طركونة ونادي بورغوس ونادي كومبوستيلا ونادي لوغو وديبورتيفو ألافيس ب.

## وصلات خارجية
- فيرناندو سواني على موقع قاعدة بيانات كرة القدم.إي يو (الإنجليزية)
- فيرناندو سواني على موقع Soccerbase.com (لاعب) (الإنجليزية)
- فيرناندو سواني على موقع Soccerway.com (الإنجليزية)
- فيرناندو سواني على موقع عالم كرة القدم.نت (الإنجليزية)
- فيرناندو سواني على موقع AS.com (الإسبانية)